# Koeken Troef!
Koeken Troef! is een Vlaams productiehuis, in 2009 opgericht door Helen Perquy en Bart De Pauw, die net Woestijnvis verlaten had. Die eerstgenoemde verliet eind 2012 het productiehuis.
Na de producties van wat reclames was De kinderpuzzel in 2010 hun eerste tv-productie. Dit programma werd wat lauw onthaald, en het duurde tot 2012 vooraleer ze met de fictiereeks Quiz Me Quick succes boekten. Het programma was genomineerd voor een Vlaamse Televisiester voor Populairste programma, maar won deze prijs niet. Dat jaar lanceerde ze ook de quiz Twee tot de zesde macht, waarvan acht seizoenen werden gemaakt. In 2014 volgde De Biker Boys op Eén, in 2016 Jani gaat... op VIER en Umesh Pop-Up Teevee op Eén en in 2017 De Boxy's, een kookprogramma met de culinaire tweelingbroers Kristof en Stefaan Boxy.
Op 9 november 2017 maakte de VRT bekend de samenwerking met Koeken Troef! tijdelijk op te schorten, na diverse meldingen van grensoverschrijdend gedrag door oprichter Bart De Pauw. Op 13 maart 2018 besloot de VRT de samenwerking met Koeken Troef! verder voort te zetten en werd een nieuwe reeks van Twee tot de zesde macht aangekondigd met als presentator Jeroen Meus.
Bart De Pauw zette op 19 januari 2018 officieel een stap terug als zaakvoerder van Koeken Troef! Met zijn vrouw Ines De Vos, ook vennoot en zaakvoerder in het bedrijf, startte hij een proces tegen de VRT om twaalf miljoen euro schadevergoeding te bekomen.

## Programma's
| Programma               | Jaar      | Zender            |
| ----------------------- | --------- | ----------------- |
| De kinderpuzzel         | 2010      | Eén               |
| De kinderpuzzel: de 32  | 2010      | Ketnet            |
| De Kazakkendraaiers     | 2011      | Eén               |
| Quiz Me Quick           | 2012      | Eén               |
| Twee tot de zesde macht | 2012-2021 | Eén               |
| De Biker Boys           | 2014      | Eén               |
| Jani gaat...            | 2016-2017 | VIER              |
| Umesh Pop-Up Teevee     | 2016      | Eén               |
| De Boxy's               | 2017      | VIER              |
| It's showtime           | 2017      | Telenet Play More |
| Influencers             | 2020      | VIER              |
| De Omgekeerde Wereld    | 2021      | VTM               |